# Sporting Club JuveCaserta
L'Sporting Club JuveCaserta, també conegut com a Decò Caserta per motius de patrocini, és un equip professional de bàsquet de Caserta, Itàlia. Fundat el 1951, ha guanyat una lliga i una copa d'Itàlia. Actualment juga en la Serie A2, la segona divisió del bàsquet italià.

## Història
El JuveCaserta fou fundat per un grup d'entusiastes locals el 1951. El nom original, Sporting Club Juventus, va ser triat per Santino Piccolo, un aficionat de l'equip de futbol homònim de Torí. L'equip va començar a jugar en les pistes del Liceo Classico Pietro Giannone.
El club arribà a la final de la primera divisió de la lliga italiana, la Serie A, el 1985-86 i el 1986-87, abans de guanyar finalment la competició la temporada 1990-91. Fou el primer equip del sud d'Itàlia en guanyar la lliga. Abans guanyaren la Copa d'Itàlia el 1988 i arribaren a la final de la Recopa d'Europa el 1989.
Després de la temporada 1997-98, el club va entrar en bancarrota. El 2004, dos equips de categories inferiors de Caserta es van fusionar sota el nom de JuveCaserta. Aquest equip tornà a la Serie A després de guanyar el play-off d'ascens de la segona divisió italiana el 2008.
La temporada 2009-10, el Caserta acabà la lliga regular en la segona posició. En el play-off, va assolir les semi-finals, però va perdre la sèrie contra el Armani Jeans Milano per 2-3. La següent temporada l'equip perdé en la primera ronda de classificació de l'Eurolliga davant el Khimki de Rússia. A causa d'això, passaren a jugar l'Eurocup, on perderen en els quarts de final davant l'UNICS Kazan.
El juliol de 2017, el Juvecaserta fou exclòs de la LEGA Serie A per motius econòmics. El Vanoli Cremona va prendre el seu lloc en la lliga. La temporada 2017-18, l'equip jugaria en la Serie D, la cinquena categoria del bàsquet italià. El juliol de 2019 va ascendir a la segona divisió italiana després de l'exclusió de l'Amatori Pescara.

## Palmarés
Títols totals: 2

### Lliga domèstica
- Lliga italiana

Guanyador (1): 1990-91
Finalista (2): 1985-86, 1986-87
- Copa italiana

Guanyador (1): 1987-88
Finalista (2): 1983-84, 1988-89

### Competicions europees
- Copa Saporta

Finalista (1): 1988-89
- Copa Korać

Finalista (1): 1985-86
Semifinalista (1): 1986-87
- Supercopa d'Europa

3a posició (1): 1984

## Samarretes retirades
| Samarretes retirades del JuveCaserta |      |                    |         |                      |                       |
| N°                                   | Nat. | Jugador            | Posició | Estada               | Retirada de samarreta |
| 5                                    |      | Ferdinando Gentile | B       | 1982-1993, 2003-2004 |                       |
| 6                                    |      | Vincenzo Esposito  | E       | 1984-1993            |                       |
| 18                                   |      | Oscar Schmidt      | A       | 1982-1990            | 1990                  |

## Entrenadors més destacats
- Bogdan Tanjević 4 temporades: '82–'86
- Ranko Žeravica 1 temporada: '93–'94
- Andrea Trinchieri 1 temporada: '07–'08

## Patrocinadors
Al llarg dels anys, per motius de patrocini, el club ha tingut els següents noms:
- Juventus Caserta (sense patrocini, 1975-76 fins 1978-79)
- Il Diario Caserta (1979-80)
- Latte Matese Caserta (1980-81 fins 1981-82)
- Indesit Caserta (1982-83 fins 1984-85)
- Mobilgirgi Caserta (1985-86 fins 1986-87)
- Snaidero Caserta (1987-88 fins 1988-89)
- Phonola Caserta (1989-90 fins 1992-93)
- Onyx Caserta (1993-94)
- Pepsi Caserta (2000-01)
- Centro Energia Caserta (2001)
- Ellebielle Caserta (2001-02)
- Centro Energia Caserta (2002-03)
- Pepsi Caserta (2003-04 fins 2007-08)
- Eldo Caserta (2008-09)
- Pepsi Caserta (2009-10 fins 2010-11)
- Otto Caserta (2011-12)
- JuveCaserta (sense patrocini, 2012-13)
- Pasta Reggia Caserta (2013-14 fins 2016-17)
- Decò Caserta (2018-)